# 生浜町
生浜町（おいはままち）とは、千葉県千葉郡にかつて存在した町である。現在の千葉市中央区の南部、緑区の西部に位置している。

## 沿革
- 1889年（明治22年）4月1日 - 町村制施行により、浜野村、村田村、北生実村、南生実村、有吉村が合併し千葉郡生実浜野村（おゆみはまのむら）が発足。
- 1925年（大正14年）1月1日 - 生浜村と改称。
- 1928年（昭和3年）11月10日 - 町制を施行し生浜町となる。
- 1932年（昭和7年） - 町役場庁舎を新築。この建物は現存する（3月着工、8月竣工）[1]。
- 1955年（昭和30年）2月11日 - 千葉市に編入。同日生浜町廃止。町役場は生浜市民センターとなる。
- 1992年（平成4年）4月1日 - 千葉市の政令指定都市移行に伴い、旧町域はおゆみ野にあたる部分のみ緑区、残部は中央区のそれぞれ一部となる。生浜市民センターは現在地に移転。
- 1994年（平成6年） - 旧町役場庁舎が千葉市文化財に指定され、千葉市教育委員会の管理下に置かれる[2]。

## 交通

### 鉄道
- 国鉄（現JR東日本）
  - 房総西線（現内房線）
    - 浜野駅

他に、現在は京成電鉄千原線が町域内を通り、学園前駅、おゆみ野駅が存在するが、生浜町が存在した時期には開通していなかった。

### 道路
- 茂原街道
- 房総街道（国道16号の旧道）

## 著名な出身者
- 神戸の長吉 - 侠客（浜野村出身[3]）
- 平胤満 - 国学者（生実郷出身[4]）